# Yuri Afanásiev

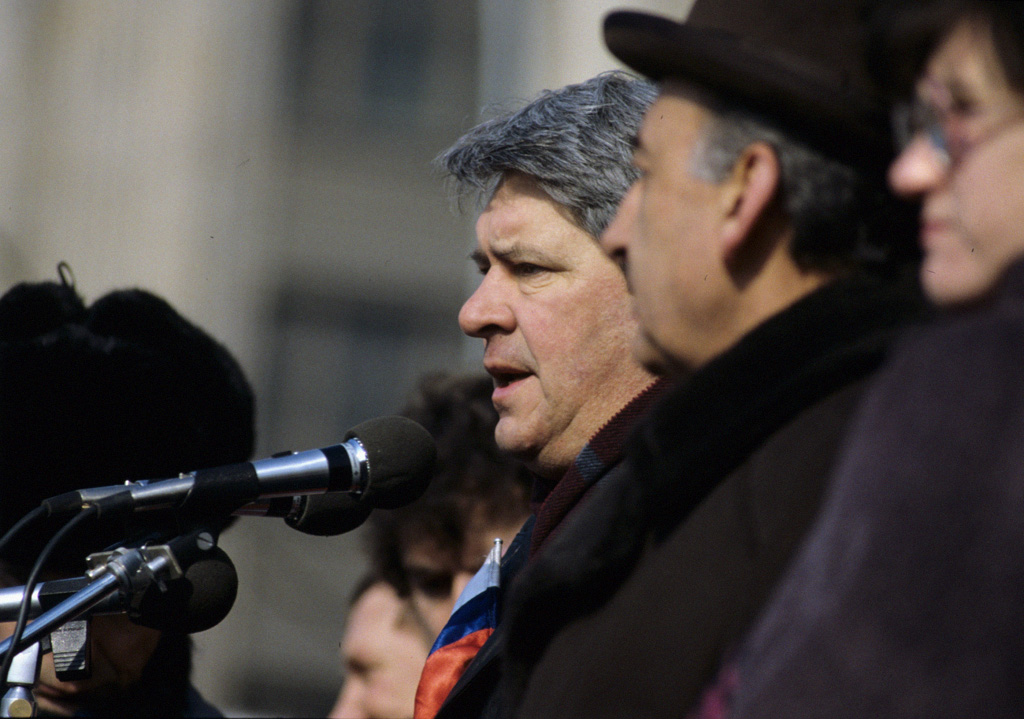
Yuri Afanásiev en 1991.

Yuri Nikoláievich Afanásiev (en ruso: Ю́рий Никола́евич Афана́сьев; Maina, óblast de Uliánovsk, 5 de septiembre de 1934-Moscú, 14 de septiembre de 2015) fue un político e historiador soviético y ruso.
Estudió historia en la Universidad Estatal de Moscú. Fue miembro del Comité Central del Partido Comunista de la Unión Soviética, del Instituto de Historia General de la Academia de Ciencias de la URSS y rector del Instituto histórico y de los archivos de Moscú. Presidente de la asociación "Memorial", militó a favor de las víctimas del estalinismo y su rehabilitación.